# Pinacothèque Agnelli
La Pinacothèque Giovanni et Marella Agnelli, ou Pinacoteca Giovanni e Marella Agnelli, est un musée de peinture, situé à Turin, en Italie, dans le quartier historique de Fiat, le Lingotto. Il est plus précisément sur le toit de l'ancienne usine Fiat de Lingotto. La collection permanente est composée d'œuvres d'art de la collection privée de Gianni Agnelli, patron du groupe Fiat pendant plusieurs décennies du XXe siècle. Son nom et celui de son épouse ont été donnés à cette institution, qui a ouvert le 20 septembre 2002.

## Histoire
Pour marquer l'arrêt de la production dans l'usine Fiat de Lingotto, construite en 1916, un concours international a sélectionné l’architecte Renzo Piano pour remodeler le bâtiment, et permettre de développer en son sein de nouveaux usages. Il a été décidé, pour l'une des zones restaurées, sur le toit, la construction d'un lieu d’exposition de peintures, avec comme point de départ des tableaux propriétés des Agnelli, allant des paysagistes vénitiens à des peintres du XXe siècle, en passant par des artistes du XIXe siècle, tels qu'Édouard Manet.
Le lieu a ouvert en 2002 avec, comme point de départ de la collection permanente, vingt-cinq œuvres transférées de la Fondation de même nom, Giovanni e Marella Agnelli.
À la mort de Giovanni Agnelli en 2003, une chapelle ardente a été dressée en ce lieu, pour permettre aux habitants de Turin de rendre un dernier hommage à l’industriel.

## Description
La pinacothèque fait une superficie de 2 400 m2, au sein des 500 000 m2 de l'ancienne usine, sur le toit du bâtiment. Dans les étages inférieurs ont été aménagés une librairie et des lieux d'expositions temporaires,,.

## Collection permanente
La collection initiale Agnelli est le point de départ de la collection permanente de ce musée, et comportait des œuvres du XVIIIe siècle, notamment de Canaletto, de Bernardo Bellotto. Elle comportait également des œuvres du XIXe siècle, dont Une Négresse d’Édouard Manet et une Baigneuse d’Auguste Renoir, ainsi que des œuvres du XXe siècle : de Pablo Picasso, de Gino Severini, d’Amedeo Modigliani, de Giacomo Balla, etc.,. Le mieux représenté, Henri Matisse compte pour sept peintures que sont Méditation (1920), Femme et Anémones (1920-1921), Intérieur au phonographe (1924), Lierre en fleurs (1941), Tabac Royal (1943), Michaela (1943) et Branche de prunier, fond vert (1948).

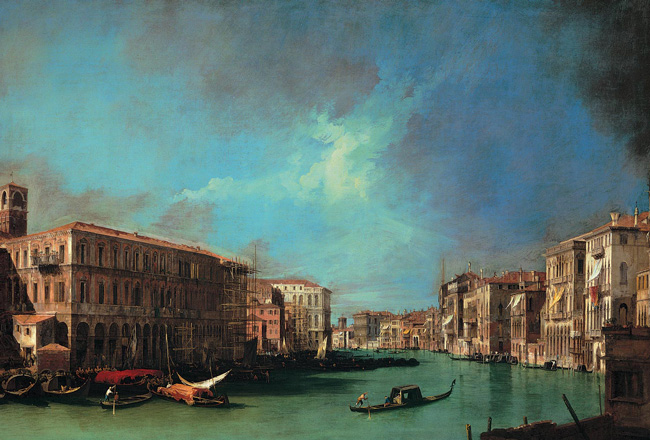
Il Canal Grande dalle prossimità del ponte di Rialto, Canaletto, 1725
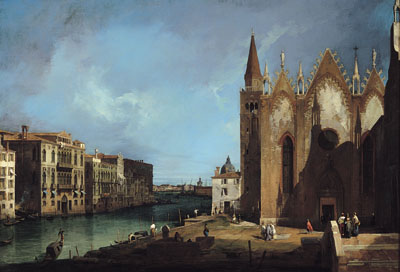
Il Canal Grande da Santa Maria della Carità, Canaletto, 1726
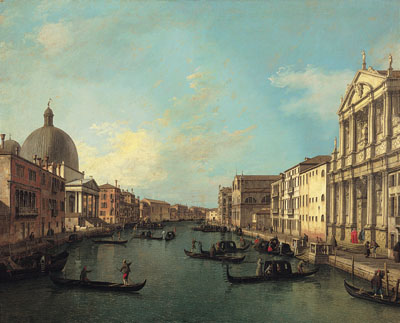
Il Canal Grande dalla Chiesa di Santa Maria, Canaletto, 1730
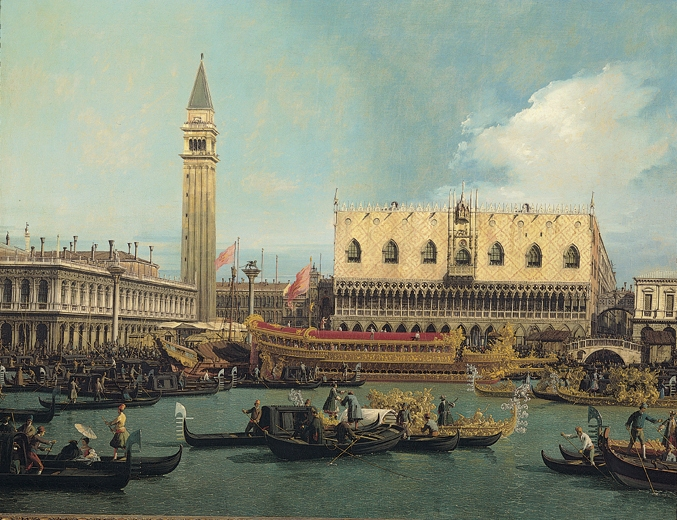
Il Bucintoro al Molo il giorno dell'Ascensione, Canaletto, 1740 circa
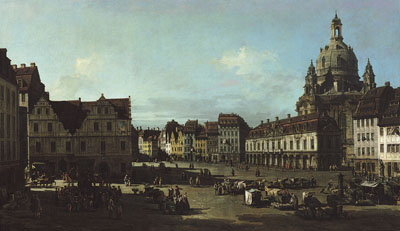
Il Mercato Nuovo di Dresda visto dalla Moritzstrasse, Bernardo Bellotto, 1750 circa
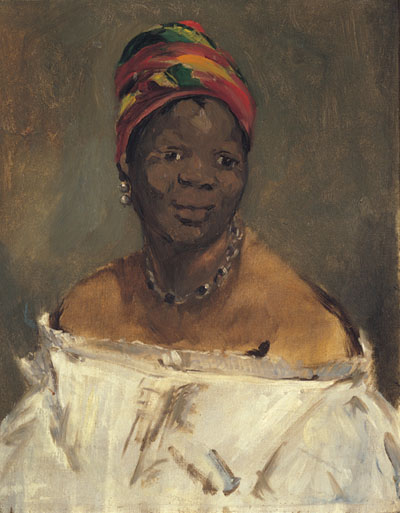
La Négresse, Édouard Manet, data non connue
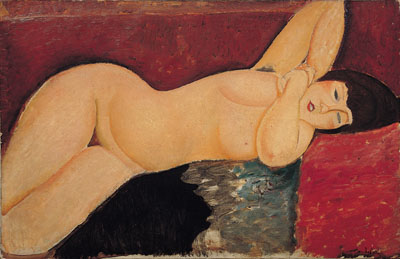
Nu couché, Amedeo Modigliani, 1917-1918
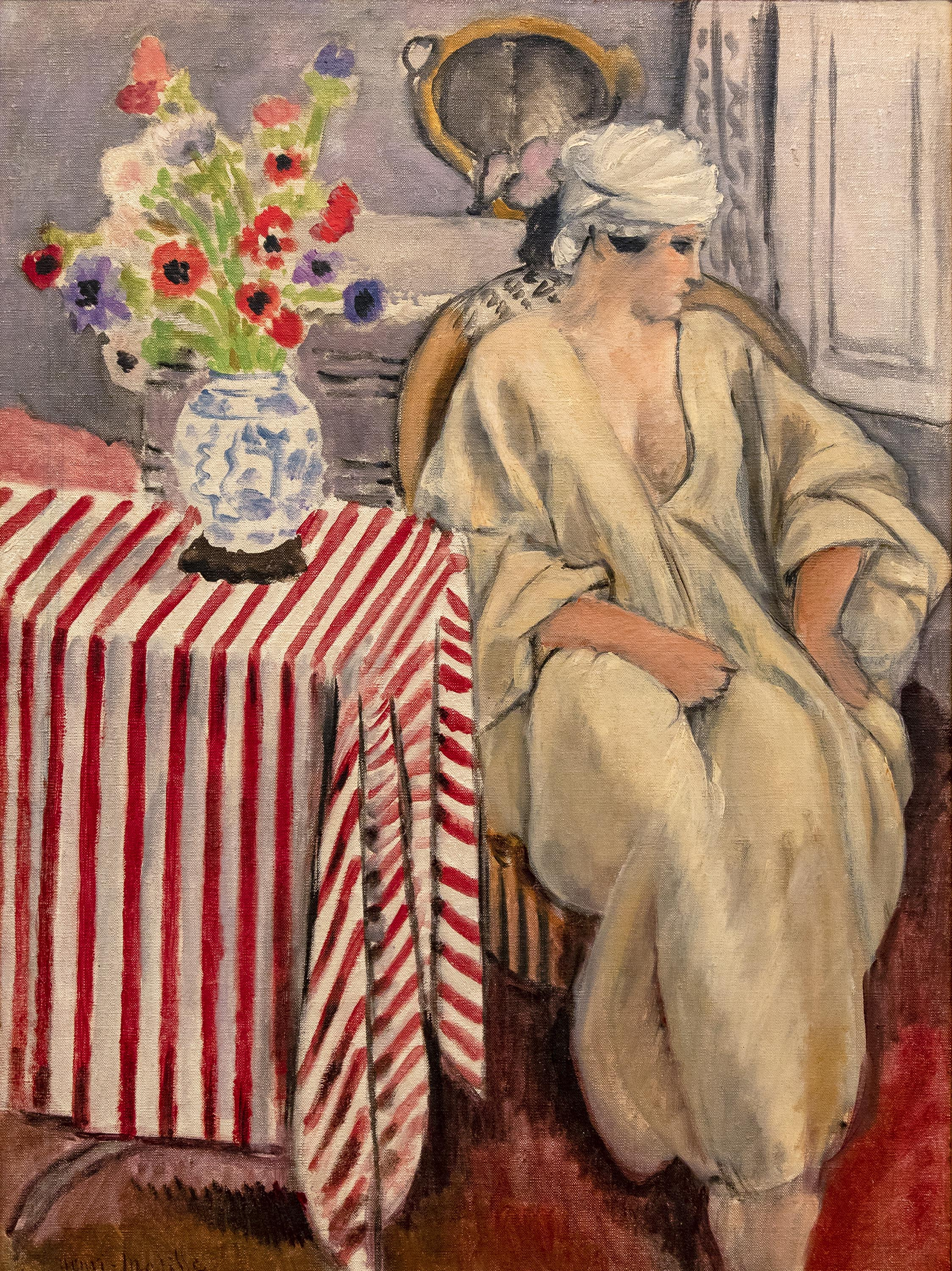
Méditation, Henri Matisse, 1920
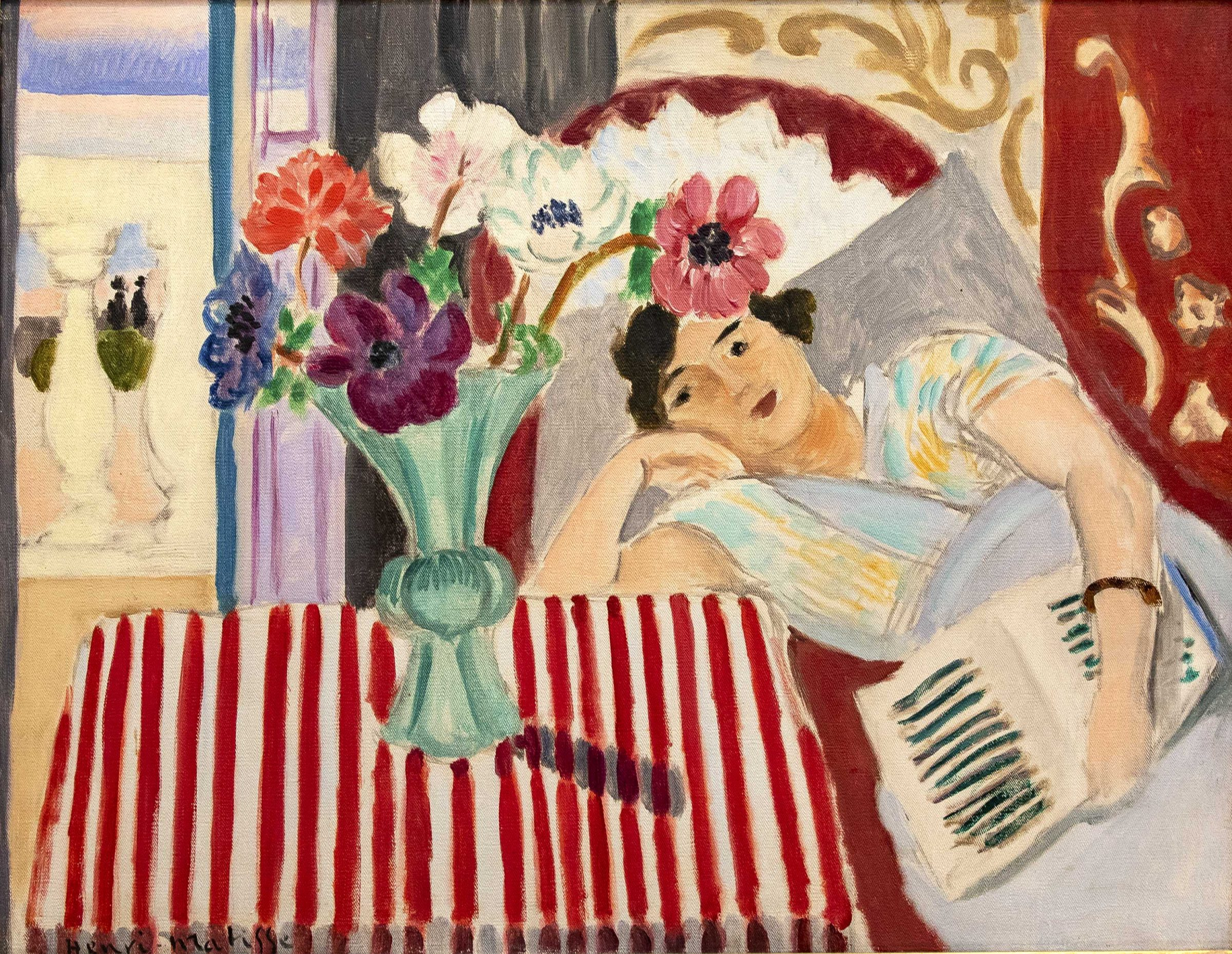
Femme et Anémones, Henri Matisse, 1920-1921
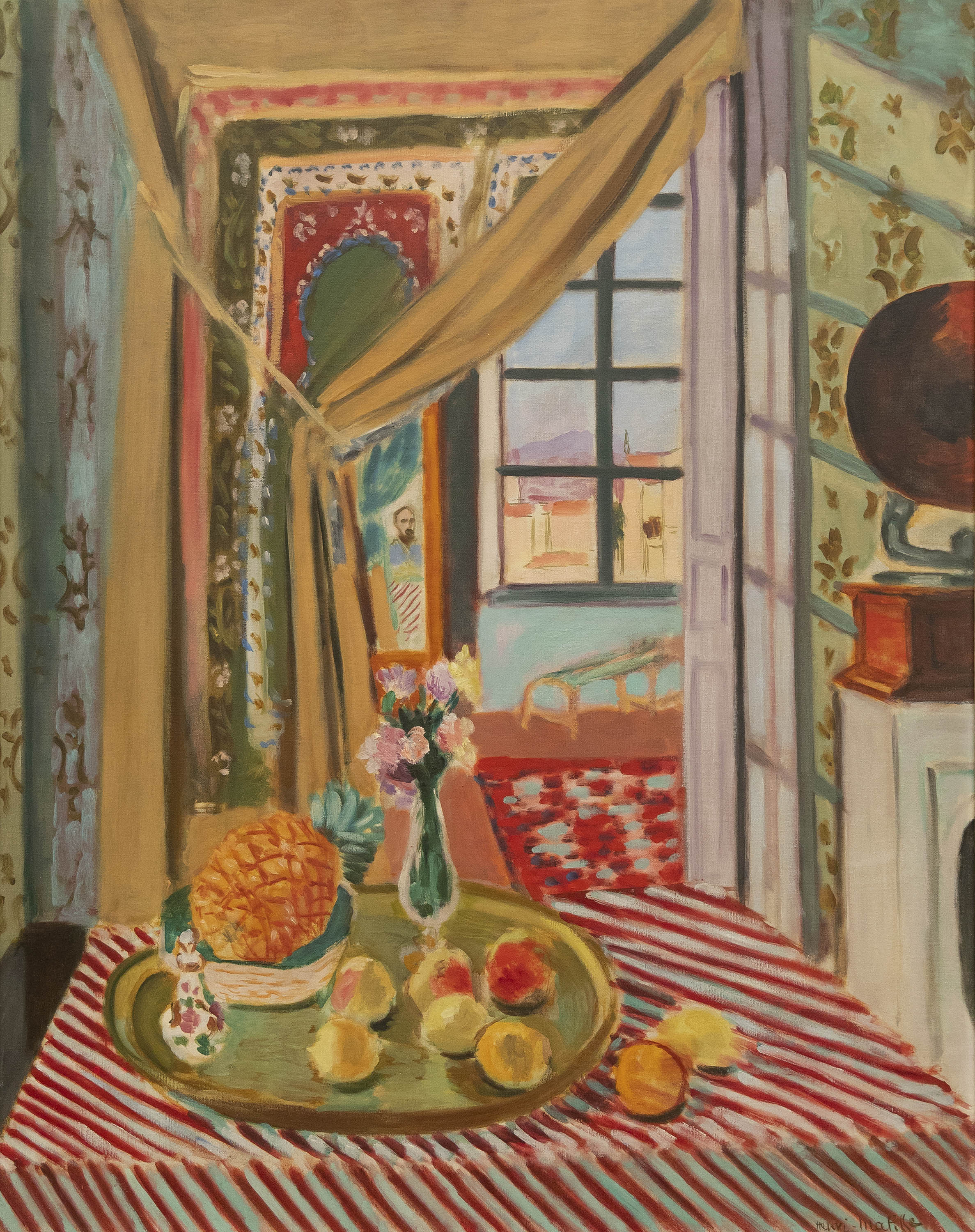
Intérieur au phonographe, Henri Matisse, 1924